# Assabu, Hokkaidō
Assabu (厚沢部町 Assabu-chō) là thị trấn thuộc huyện Hiyama, phó tỉnh Hiyama, Hokkaidō, Nhật Bản. Tính đến ngày 1 tháng 10 năm 2020, dân số ước tính thị trấn là 3.592 người và mật độ dân số là 7,8 người/km2. Tổng diện tích thị trấn là 460,58 km2.